# KW Стрельца
KW Стрельца — звезда, красный сверхгигант, расположенный в созвездии Стрельца на расстоянии примерно в 7 828 световых лет от Солнца. Её радиус составляет 1 009 солнечных, что делает её одной из крупнейших известных звезд. Её болометрическая светимость в 176000 больше солнечной. Является полуправильной переменной звездой.